# SS Wanganui
El Wanganui fue un bergantín de hierro con dos calderas de tornillo construido por Gourlay Brothers & Co. y botado en julio de 1863 para la Wanganui Steam Navigation Company con destino a la región neozelandesa de Wanganui. El buque prestó servicio en esta región hasta 1873, cuando su propiedad pasó a manos de Henry Houghton and Co, de Dunedin. En 1880 el buque fue transferido al servicio de la costa este australiana, donde se hundió al entrar en el río Clarence el 20 de junio de 1880.

## Hundimiento

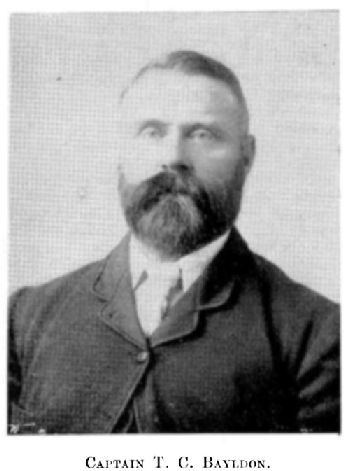
Thomas Cook Bayldon Capitán del Wanganui en el momento del hundimiento

El Wanganui zarpó de Sídney a las 9 de la noche del viernes 18 de junio de 1880. El buque hizo escala en Newcastle en ruta a las 6 de la mañana del sábado, cargando carbón para su propio consumo, así como recibiendo alguna carga para Grafton y salió de Newcastle a las 6.30 de la tarde del sábado.
Llegó frente al río Clarence a las 10 de la noche del domingo 20 de junio de 1880, y siendo una buena noche con luna clara, y viendo el capitán las balizas claramente, se consideró seguro entrar. El vapor pasó la boya del arrecife a las once menos cuarto, cuando la marea menguante, que se estaba haciendo fuerte, cogió al vapor por la proa de estribor, y antes de que pudiera recuperarse se fue de bruces contra el arrecife, donde permaneció cerca de una hora.
Mientras tanto, la tripulación despejó los botes y los preparó para bajarlos, pero el capitán esperó media hora, pensando que su barco se endurecería y que con la marea baja podría desembarcar a los pasajeros y a la tripulación mejor que con una fuerte marea menguante. Hacia las once, el Sr. Arthur Hood Pegus, oficial de aduanas, bajó y aconsejó al capitán Bayldon que desembarcara a todos lo antes posible, ya que el vapor podía caer repentinamente en aguas profundas. En ese momento la sala de máquinas estaba casi llena de agua. Los pasajeros, 13 en número, incluyendo al Sr. Pittman, del Departamento de Minas, y la azafata, que estaba durmiendo cuando el vapor chocó, fueron enviados a tierra en el bote del Sr. Pegus y en el bote de estribor del barco.
El Sr. Pegus regresó al vapor, y justo en ese momento comenzó a girar hacia el oeste, y la marea alcanzó su proa de babor, deslizándose repentinamente fuera del arrecife, cuando se gritó que se hundía de cabeza. En ese momento, todos los que quedaban a bordo, incluido el capitán, que hizo gala de una gran sangre fría en todo momento, subieron al bote del señor Pegus, y el vapor, derivando rápidamente con la marea, chocó contra la boya del arrecife destrozando el bote, que contenía 10 personas y los pocos efectos del barco que se habían reunido. El señor Pegus, el capitán, el señor Woods, el primer oficial, y otras cuatro personas salvaron la vida saltando y agarrándose a las barandillas del vapor.
Dos de los tripulantes y el Sr. Freeburn, de la tripulación de Aduanas, se precipitaron al mar. Los dos primeros aún no han sido encontrados, y sin duda se han ahogado. El joven Freeburn fue descubierto en la playa, muy agotado. Llevaba tres horas en el agua y la noche era muy fría. Su estado es precario. En cuanto subió al vapor, el capitán soltó el ancla de estribor, pero poco después el cable se soltó y el barco comenzó a ir a la deriva hacia la playa norte. Se sacó entonces el bote salvavidas, y todos los que estaban a bordo subieron a él, pues creían que nada podía impedir que el vapor se dirigiera hacia las rompientes de las rocas del norte. El bote salió, y fue arrastrado a sotavento del rompeolas, y al bajar a tierra se comprobó que el vapor había despejado las rocas. 
El barco de estribor que regresaba de la costa fue llamado por el capitán, quien, con el Sr. Woods y cuatro miembros de la tripulación, regresó al vapor y encontró al piloto a bordo. El capitán zarpó inmediatamente y dirigió el Wanganui hacia el sur, tras lo cual lo inspeccionó por debajo y encontró la sala de máquinas llena de agua. No había agua en el camarote, pero el suelo del camarote de proa estaba ligeramente sumergido. Se comprobó que la válvula de desagüe de popa estaba cerrada y la de proa parcialmente. La tripulación puso en marcha la bomba de achique de proa. El capitán pidió al práctico que se dirigiera a tierra para conseguir la ayuda del remolcador gubernamental Cyclops, para remolcar al Wanganui, pero justo antes de que el práctico pudiera ponerse en marcha, el Sr. Pittman y tres miembros de la tripulación salieron en una lancha de repuesto, con la esperanza de encontrar a los hombres desaparecidos. Subieron a bordo y la bomba de achique siguió funcionando. Todos a bordo anhelaban la luz del día y la ayuda de un remolcador de vapor.
Al amanecer, el remolcador de vapor Cyclops salió y recogió el Wanganui a unas dos millas de la costa, y lo había remolcado a una milla cuando de repente se hundió, de cabeza, en ocho brazas de agua. Sólo se veían los mástiles. La popa, al zozobrar, quedó al aire, mostrando 20 pies de quilla. El capitán fue el último en abandonar el barco, junto con el Sr. Pittman y algunos miembros de la tripulación, sólo unos minutos antes de la zozobra. El Wanganui transportaba una gran carga general, pero hasta las cinco del lunes después del mediodía no se salvó nada, salvo una caja de ginebra, algunos barriles de cerveza y unos pocos paquetes. Grupos de búsqueda salieron en busca de los cuerpos de los hombres ahogados, que se llamaban respectivamente Henry Norton y Thomas Anderson, pero no se ha visto nada de ellos. Pasaron seis horas desde que el Wanganui chocó hasta que se fue a pique.
El buque estaba asegurado en la Compañía Nacional de Seguros por 3500 £, de las cuales 3000 £ están reaseguradas.